# Destination Zero
Destination Zero es el álbum debut de la banda de metal gótico noruega Elusive, lanzado bajo la etiqueta alemana Pandaimonium Records, el 5 de octubre de 2001. 
Fue grabado y mezclado en The Black Rider Studio, entre junio a agosto de 2001, y mezclado en el VooDoo Garden Studio.

## Lista de canciones
Todas las canciones escritas por Tommy Olsson. Música por Elusive:
1. «Last Night» - 5:55
2. «System Breakdown» - 5:10
3. «The Circle Never Ends»* - 5:38
4. «Tomorrow Gone» - 5:51
5. «Pantheon» - 5:08
6. «Lonely Satellite» - 3:01
7. «Gemini» - 4:02
8. «Asylum» - 5:10
9. «Shadow Dance / Suzanna»* - 12:29

- Notas:

1. La canción «The Circle Never Ends» fue incluida en el recopilatorio de varios artistas Dark Awakening Vol. 2 (2002)
2. La canción «Shadow Dance» ya había sido grabada por The Morendoes e incluida en el EP There is no Salvation (1994). También apareció en el álbum repopilatorio de varios artistas Touched By The Hand Of Goth (1995). Fue re grabada por Elusive para Destination Zero con nuevos arreglos y una mayor extensión instrumental.

## Personal

### Elusive
- Jan Kenneth Barkved – Vocales
- Tommy Olsson – Guitarras y programaciones

### Invitados
- Kenneth Olsson – Batería (adicional)
- Jon Eirik Steinstø – Teclados (adicionales)

### Producción e ingeniería
- Tommy Olsson – Producción
- Dierk Budde – Masterización
- Mojca – Arte de tapa
- Cathy – Fotografía (foto de la banda)